# 哈瓦那 (伊利諾伊州)
哈瓦那（英語：Havana）是一個位於美國伊利諾伊州梅森縣的城市。根據2010年美國人口普查，該地人口為3301人，而該地的面積約為7.54平方千米。同時該地也是梅森縣的縣治。

## 地理
哈瓦那的座標為40°17′29″N 90°03′36″W / 40.29139°N 90.06000°W，而該地的平均海拔高度為145米（即477英尺）。